# 前锋路站
前锋路站位于成都市成华区前锋路，是成都地铁3号线6号线的地下岛式站台换乘站，其中3号线车站于2016年7月31日启用，6号线车站于2020年12月18日启用。因位于以曾经的成都国营前锋无线电仪器厂命名的前锋路而得名，在建设过程中的工程名为“马鞍北路站”。

## 车站结构
前锋路站是一个岛式站台车站，3号线与6号线在本站构成L型站厅换乘。

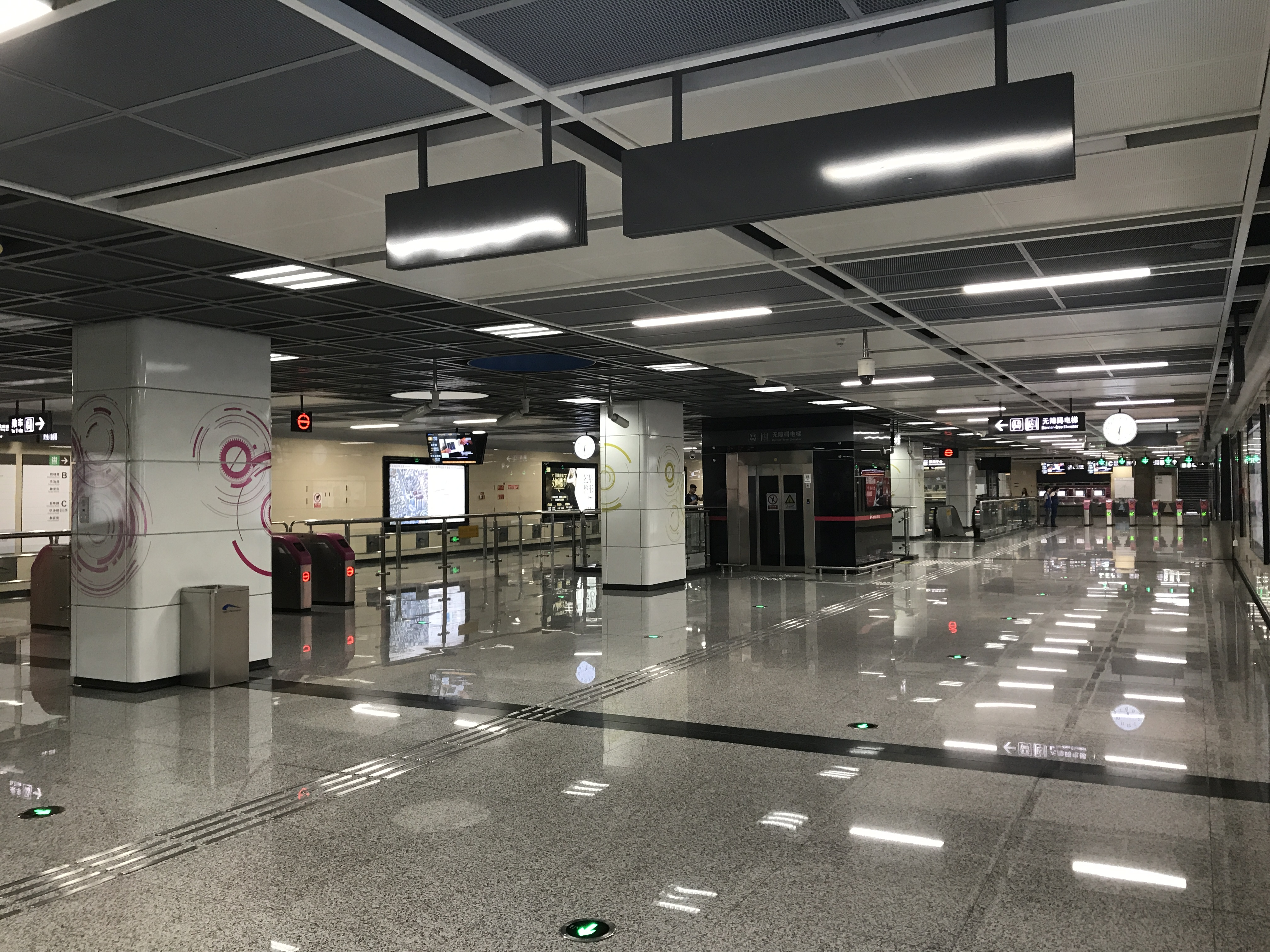
3号线站厅层
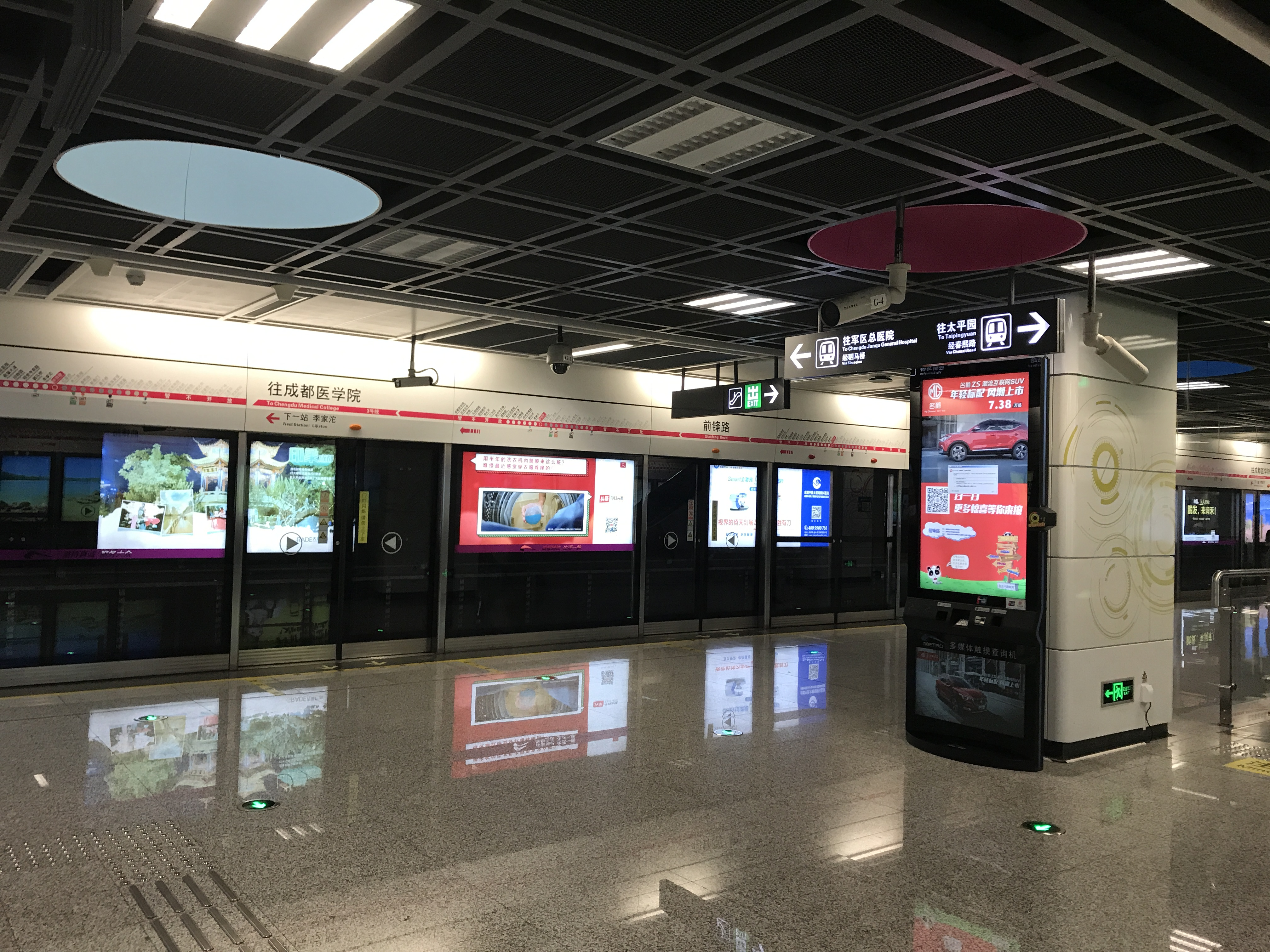
3号线站台层

|                                  |  | 3号线往成都医学院（李家沱） |
| 島式 · 開左邊车门 · 无障碍卫生间 |  |                             |
|                                  |  | 3号线往双流西站（红星桥）   |

|                                  |  | 6号线往望丛祠（梁家巷）   |
| 島式 · 開左邊车门 · 无障碍卫生间 |  |                           |
|                                  |  | 6号线往兰家沟（建设北路） |

- 3号线站厅层
- 3号线站台层

## 出入口
本站目前开放8个出入口。3号线原先设置的A出口因换乘通道占用而拆除。

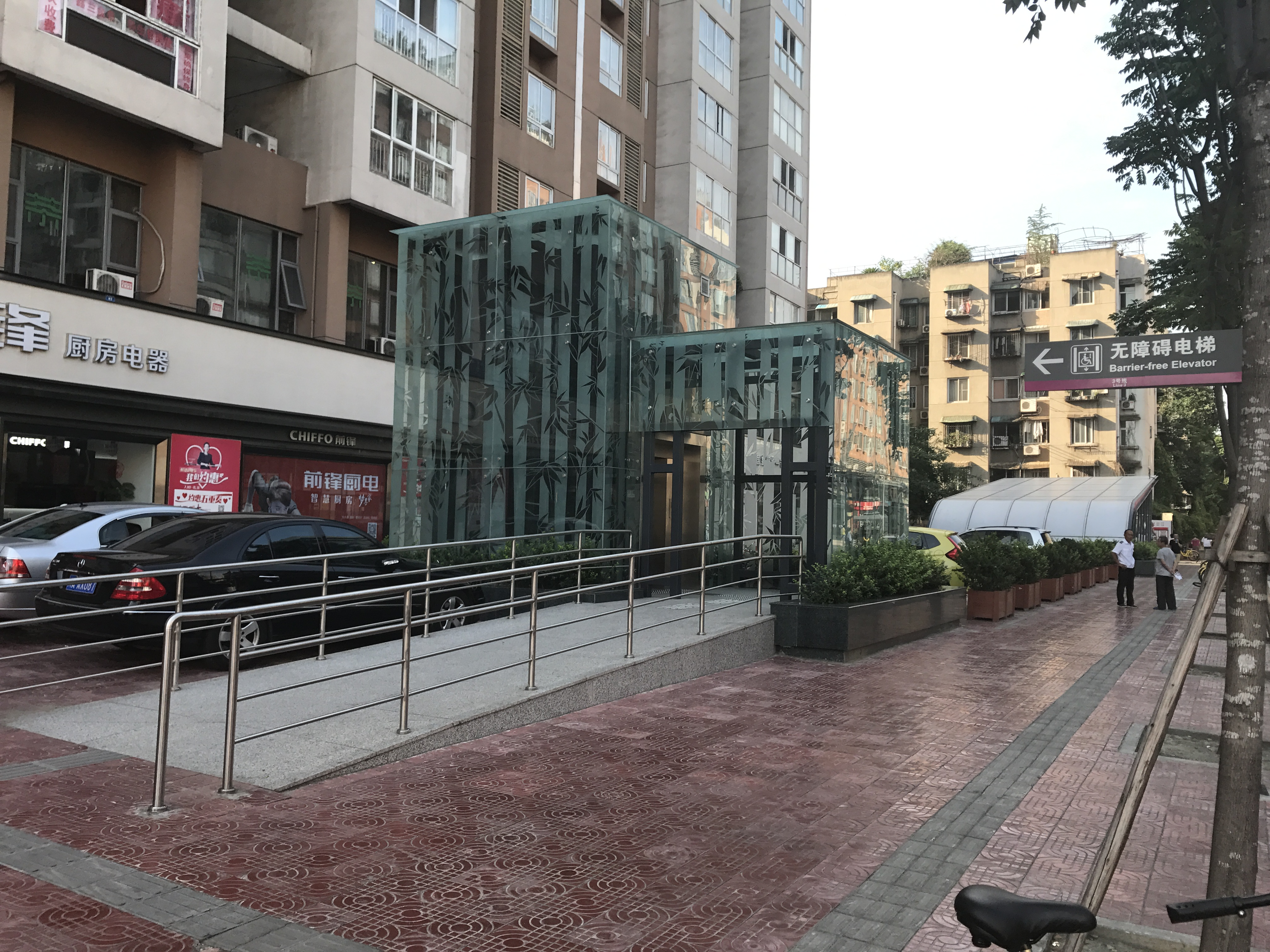
C出入口附近的无障碍电梯

|                      |                         |                                                |      |
|                      |                         |                                                |      |
| 编号                 | 设施                    | 指示                                           | 照片 |
| 连通 3号线 6号线站厅 |                         |                                                |      |
|                      | 无障碍电梯              | 一环路北四段、前锋路、华安路                   |      |
| 连通 3号线站厅       |                         |                                                |      |
| 出口 · B             |                         | 前锋路、华油路、泰安街                         |      |
| 出口 · C             | 无障碍电梯 无障碍卫生间 | 前锋路、华油路、泰安街                         |      |
| 出口 · D             |                         | 前锋路、一环路北四段、马鞍街、三友路、马鞍北路 |      |
| 连通 6号线站厅       |                         |                                                |      |
| 出口 · E · 1         |                         | 马鞍街、马鞍东路                               |      |
| 出口 · E · 2         |                         | 一环路北四段                                   |      |
| 出口 · F             |                         | 府青路一段、一环路北四段                       |      |
| 出口 · G             | 无障碍卫生间            | 一环路北四段、府青路二段、华安路               |      |

- C出入口附近的无障碍电梯

## 公交配套
27路;28路;34路;113路;342路;1120路;g27路;g34路

## 历史
- 2014年1月6日，主体结构封顶[5]。
- 2016年7月31日，正式启用[1]。